# Musikmuseet
Musikmuseet (tidligere Musikhistorisk Museum og Carl Claudius' Samling) ligger på Rosenørns Alle 22 Sammen med Det Kongelige Danske Musikkonservatorie i København. Det rummer musikinstrumenter fra hele verden samt et bibliotek og arkiv med materiale især om instrumenter og dansk musikliv.
Museet er nu en del af Nationalmuseet.